# Michael Walford
Michael Moore "Mickey" Walford, född 27 november 1915 i Stockton-on-Tees, död 16 januari 2002 i Dorset, var en brittisk landhockeyspelare.
Walford blev olympisk silvermedaljör i landhockey vid sommarspelen 1948 i London.